# Peridea varidens
Peridea varidens är en fjärilsart som beskrevs av Felix Bryk 1948. Peridea varidens ingår i släktet Peridea och familjen tandspinnare. Inga underarter finns listade i Catalogue of Life.